# The Spectrum Retreat
The Spectrum Retreat — компьютерная игра в жанре приключенческой головоломки, разработанная Дэном Смитом. Разработка игры продлилась 5 лет. В процессе создания Смит, начавший работать над игрой в 15 лет, получил награду BAFTA Young Game Designers за разработку прототипа The Spectrum Retreat, носившего название Spectrum, что поспособствовало заключению сделки с издателем Ripstone Games и привлечению финансирования.
Выпуск The Spectrum Retreat состоялся 10 июля 2018 года на PlayStation 4, 13 июля на Microsoft Windows и Xbox One. 13 сентября этого же года игра вышла на Nintendo Switch.

## Игровой процесс
Игрок управляет персонажем от первого лица. Игровой процесс разделён по смыслу на 2 части: головоломки и изучение отеля. При решении головоломок требуется проводить манипуляции с цветовыми блоками, меняя цвета, чтобы пройти через различные барьеры. Также по мере прохождения открывается возможность телепортации — перемещения к цветовым панелям, а также изменение гравитации. Исследование отеля представляет собой симулятор ходьбы и взаимодействия с некоторым окружением. Попутно с исследованием отеля игрок получается различные советы и комментарии от помощницы Купер. Также по отелю разбросано несколько коллекционных предметов.
Игра представляет собой цикл: персонаж просыпается утром, посещает ресторан, ищет кодовое число, проходит уровни с головоломками, ложиться спать. Кодовые числа нужны для пропуска в комнаты с головоломками.

## Сюжет
Главный герой Алекс просыпается в отеле Пенроуз. Он не помнит, как попал сюда. Но странности на этом не заканчиваются. В этом отеле нет посетителей, а весь персонал состоит из роботов-манекенов. Алекс находит круглый телефон, по которому связывается с женщиной по имени Купер. Она объясняет Алексу, что тот оказался в ловушке-симуляции, причём против своей воли. Теперь он вынужден исследовать каждый этаж отеля, чтобы получать доступ до верхних этажей и крыши, проходить цикл раз за разом — именно так появится возможность выбраться из симуляции.
Основной сюжет игры раскрывается через различные документы, с которыми можно взаимодействовать как при исследовании отеля, так и на уровнях с головоломками. Встречаются голосовые флешбеки. Во время игры, герой постепенно вспоминает события из своего прошлого, которые привели его к заточению в симуляции. В реальной жизни Алекс был женат на Мэдди и имел ребёнка по имени Робин. Однажды их сын заболевает неизвестной болезнью и отправляется в больницу, где им занимается доктор Райт. Различные больничные тесты, проводимые доктором на Робине, не дают никаких результатов. В это время из-за изменения системы здравоохранения губернатором Кроу, Алекс и Мэдди сталкиваются с финансовыми проблемами и невозможностью оплатить медицинские счета. Также страховой агент Мэтьюз отказывает семье в получении дополнительных страховых выплат. Из-за отсутствия денег у Алекса и Мэдди нет возможности использовать новые экспериментальные разработки в лечении сына. В итоге мальчик умирает. После страшного события следует развод Алекса и Мэдди.
Движимый большим горем, Алекс начинает планировать убийства людей, которые по его мнению, виновны в смерти сына — губернатора Кроу, доктора Райт и страхового агента Метьюза. До того момента, как Мэдди узнаёт о преступных планах мужа, Алекс убивает Мэтьюза, толкнув его под поезд. После раскрытия плана, Мэдди отправляет своего бывшего мужа в созданную недавно симуляцию отеля Пенроуз — чтобы уберечь людей от расправы и защитить Алекса от самого себя. В конце игры также выясняется, что Алекс сам попросил оставить его в симуляции навсегда, чтобы больше не причинить никому вреда.
Когда в отеле, мужчина всё таки достигает крыши, он встречается с роботом-менеджером, который утверждает, что Алекс не первый раз хочет выбраться из симуляции. Робот просит его остаться дальше в отеле, а Купер же упрашивает мужчину покинуть симуляцию, принять свою реальную судьбу, поскольку она верит в его искупление. Игра предлагает игроку самому решить, каким образом Алексу следует поступить. После сделанного игроком выбора, игра заканчивается.
| Сводный рейтинг | Сводный рейтинг                                        |
| Агрегатор       | Оценка                                                 |
| --------------- | ------------------------------------------------------ |
| Metacritic      | (PS4) 67/100 (XONE) 69/100 (PC) 68/100 (Switch) 78/100 |

## Критика
The Spectrum Retreat получила смешанные отзывы критиков. На сайте-агрегаторе оценок Metacritic средний балл игры на всех платформах составляет 70 баллов из 100.